# Robert Corkey
Robert Corkey (1881 - 26 janvier 1966) est un ministre presbytérien, un professeur de théologie et un homme politique unioniste en Irlande du Nord.

## Biographie
Il est né à la paroisse de Glendermott, Waterside, Derry, le fils du révérend Joseph Corkey. Il fait ses études au Foyle College, au Magee College, au Queen's College de Belfast, à l'Université d'Édimbourg et au Trinity College de Dublin. Il est ministre de l'Église presbytérienne en Irlande à Ballygawley de 1906 à 1910 et à Monaghan de 1910 à 1917 ; puis professeur d'éthique et de théologie pratique à l'Assembly's College de Belfast de 1917 à 1951. Il est modérateur de l'Assemblée générale de l'Église presbytérienne d'Irlande de 1945 à 1946.
Il est élu à la Chambre des communes d'Irlande du Nord pour le siège de l'Université Queen's en 1929 et représente l'Université jusqu'à sa démission lors de son élection au Sénat en 1943 (dans laquelle il siège jusqu'en 1965). Il est secrétaire parlementaire adjoint au ministère des Finances et whip adjoint de 1942 à 1943. Il sert dans le cabinet de Basil Brooke en tant que ministre de l'Éducation de 1943 à 1944, rejoignant le Conseil privé (Irlande du Nord) lors de sa promotion. Il est vice-président du Sénat de 1952 à 1953 et de 1957 à 1958. Il est décédé le 26 janvier 1966.